# Serekunda
13°26′B 16°40′T / 13,433°B 16,667°T

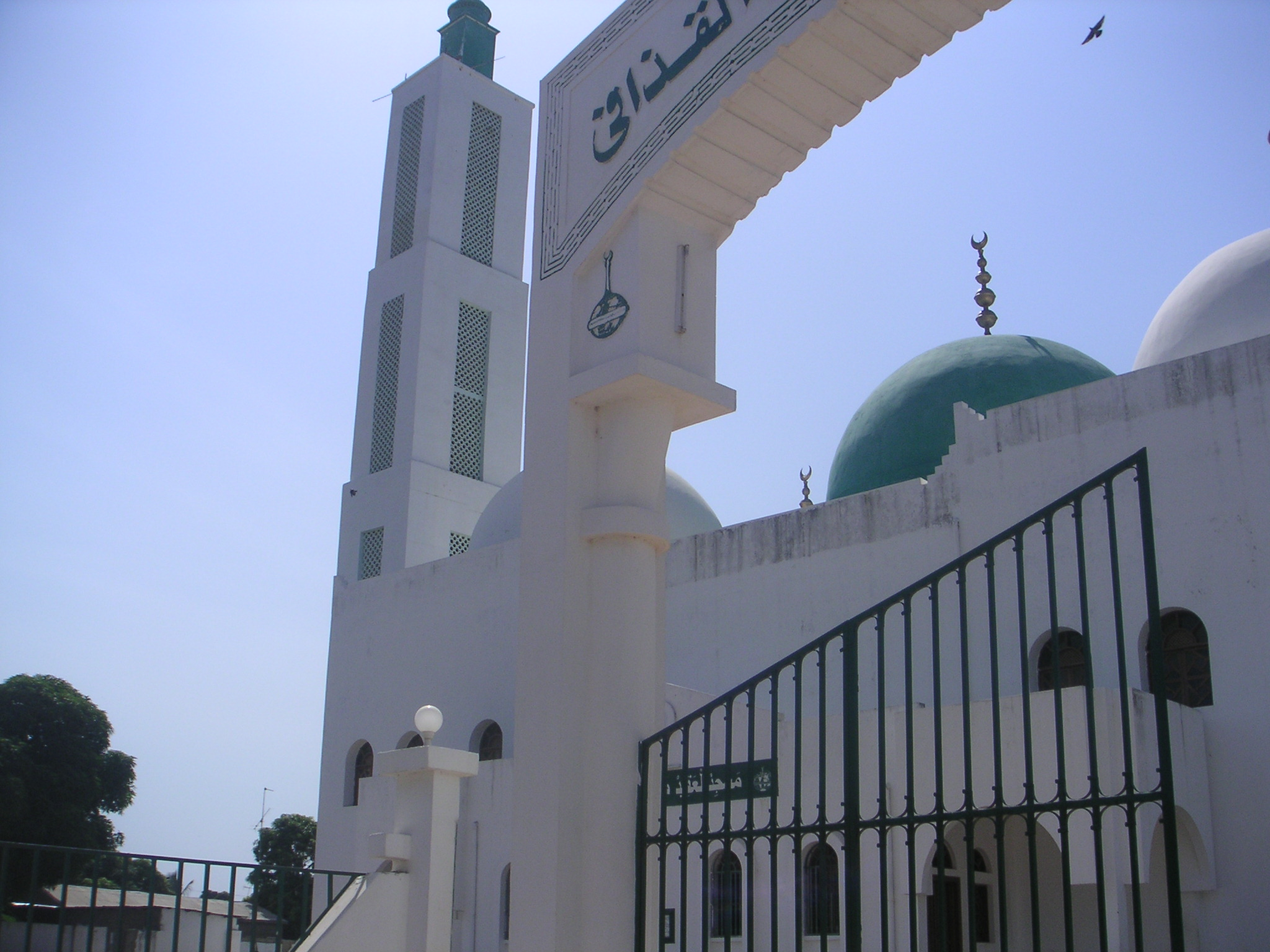
Nhà thờ Hồi giáo Serekunda

Serrekunda (hay Serekunda) là thành phố lớn nhất Gambia, nằm ở tây nam Banjul. Dân số năm 2006 là 335.733 người. Dù Banjul là thủ đô, song vị trí của nó trên một hòn đảo khiến nó hạn chế phát triển, điều này tạo cơ hội phát triển cho Serrekunda.
Serrekunda có các khu ngoại ô: Kanifing, Latrikunda, Sukuta và London Corner, cũng như các khu nghỉ mát biển Bakau, Fajara và Kotu.

## Thành phố kết nghĩa
- Memphis, Tennessee, Hoa Kỳ